# Джафна (округ)
Джафна (синг. යාපනය දිස්ත්රික්කය, там. யாழ்ப்பாணம் மாவட்டம) — один з 25 округів Шрі-Ланки. Входить до складу Північної провінції країни. Адміністративний центр — місто Джафна.

## Площа
Округ Джафна розташований на крайній півночі острова Шрі-Ланка і займає більшу частину півострова Джафна. Має площу 1025 км² . В адміністративному відношенні поділяється на 15 підрозділів.

## Населення
Населення округу за даними перепису 2012 року становить 583 378 чоловік. 98,95% населення складають ланкійські таміли; 0,58% — сингали; 0,37% — ларакалла; 0,09% — індійські таміли і 0,02% — інші етнічні групи . 82,95% населення сповідують індуїзм; 16,14% — християнство; 0,43% — буддизм і 0,42% — іслам .

## Історія
Народ Нага був одним з древніх цейлонських племен, які були зосереджені в основному на півострові Джафна. Півострів Джафна також був відомий як Нага-Наду, що означає «Земля Нага», як згадується в епічних епосах стародавнього Тамілакама, Силлаппатікарам і Манімекалай. Палійський літопис Махавамса також відноситься до півострова з відповідною назвою, як Нага-Діпа, що означає «острів Нага». Клавдій Птолемей вважав Нага-Діпу прибережним регіоном Тапробани (давня назва Шрі-Ланки). Деякі вчені стверджують, що народ нага були предками таміломовних дравідів.
Між V ст. до н. е. та XIII ст. н. е. сучасна територія Джафни була складовою частиною історичної області Раджарати. В XIII ст. виникло королівство Арійяхакраварті (пізніше Джафна), як союзник Пандійської імперії в Південній Індії. Невдовзі, після падіння імперії, Джафна стала васальною від королівств Котта, згодом Віджайянагара. Династія джафнійських королів правила півостровом до 1619 року, після того, як останній цар Канкілі II був убитий під час португальського завоювання Джафни. В кінці XVI ст. територія опинилася під голландським та з XIX ст. під британським управлінням. У 1815 році британці отримали контроль над усім островом Цейлон, територія була розділена на три частини: низинну сингальску, кандійську сингальську та тамільську, де територія Джафни відійшла до тамільської адміністрації. У 1833 р. відповідно до рекомендацій комісії Колбрука-Камерона етнічні адміністративні відомства були об'єднані в єдину адміністрацію, поділену на п'ять географічних провінцій. Округ Джафна разом з округом Маннар та округом Ванні утворили нову Північну провінцію. У вересні 1978 році з частини округу було утворено округ Муллайтіву, а в лютому 1984 року з південної частини округу було утворено округ Кіліноччі.
У 1986 році під час Громадянської війни Джафна знаходилася під контролем сил LTTE. У 1987 році місто ненадовго захопили сили IPKF, але з 1989 по 1995 рік місто знаходилося знову під контролем повстанців, аж доки його не відбили урядові війська. Під час війни загинуло бл. 100 000 осіб, кілька сотень тисяч шріланкійських тамільців, емігрували на Захід. У результаті етнічних чисток, проведених у 1990-х рр. угрупуванням LTTE, мусульмани були вигнані з міста. Нині сучасне місто населене в основному тамільцями, 85% з яких індуського походження.
Північне і східне узбережжя півострова сильно постраждали від цунамі, спричиненого землетрусом в Індійському океані 2004 році. Цунамі охопило села на північному узбережжі від Тхондайманару до Тхумпалай і східного узбережжя від Валліпурам до Куддараппу. Згідно джерел в окрузі загинуло в цілому 2 640 осіб, 1 647 отримали поранення, а 1 204 зникли безвісти. Сильно також постраждало рибне та сільське господарства.